# SaGa Frontier
SaGa Frontier (яп. サガ フロンティア СаГа Фуронита) — японская ролевая игра, разработанная компанией Square Co. для приставки PlayStation и выпущенная в Японии 11 июля 1997 года. 24 марта 1998 года компанией Sony Computer Entertainment была издана на английском языке в Северной Америке. Это седьмая по счёту игра из серии SaGa и первая для данной консоли. Режиссёром и продюсером традиционно выступил создатель серии Акитоси Кавадзу. Игра разрабатывалась второй производственной командой Square, изначально она должна была называться Romancing SaGa 4, но потом название поменяли на теперешнее.

## Геймплей
События SaGa Frontier разворачиваются на просторах вымышленной научно-фантастической вселенной с элементами фэнтези, состоящей из нескольких миров со своей культурой, причудливыми расами, технологиями и магией. Игрок вправе выбрать одного из семи персонажей, и вся последующая история будет описывать его судьбу — для каждого предусмотрен свой отдельный сюжет с уникальной цепью событий. В отличие от большинства японских ролевых игр, повествование развивается нелинейно и не имеет чётких ограниченных рамок: с самого начала игрок может свободно перемещаться между мирами, общаться с огромным количеством разношёрстных NPC, по желанию выполнять любые квесты.

## Отзывы и продажи
| Сводный рейтинг    | Сводный рейтинг |
| Агрегатор          | Оценка          |
| ------------------ | --------------- |
| GameRankings       | 70,55 %         |
| Иноязычные издания |                 |
| Издание            | Оценка          |
| EGM                | 8,0/10          |
| Famitsu            | 31/40           |
| Game Informer      | 7,25/10         |
| GamePro            | [ 5 ]           |
| GameSpot           | 6,9/10          |
| IGN                | 7,0/10          |
| RPGFan             | 75 %            |
| RPGamer            | 7/10            |

Игре сопутствовал коммерческий успех, мировые продажи насчитывают более миллиона копий. В Японии SaGa Frontier удостоилась исключительной похвалы, в 2000 году журналом Famitsu была названа восемнадцатой лучшей игрой всех времён для приставки PlayStation, несколько раз переиздавалась в составе всевозможных юбилейных и коллекционных выпусков, а в 2008 году была добавлена в сервис PlayStation Store. Однако за пределами Японии получила не столь позитивные отклики, смешанные обзоры и критику за плохую реализацию амбициозной системы развития сюжета, предполагающей свободный сценарий. Агрегатор Game Rankings дал игре 71 % рейтинга. Портал GameSpot назвал SaGa Frontier «цельной, но недостаточно выдающейся ролевой игрой», похвалил свежую боевую систему и красочную спрайтовую графику. IGN отозвался об игре как о «единственном битом яблоке в корзине ролевых игр Square», согласившись, что сюжет слишком разбросан, и основная его линия часто ускользает от игрока. Сайт, всё же не оставил без внимания графику, подтвердив её качество.